# Ерні Флетчер
Ернест Лі «Ерні» Флетчер (англ. Ernest Lee «Ernie» Fletcher; нар. 12 листопада 1952, Маунт Стерлінг, Кентуккі) — американський політик, член Республіканської партії. Губернатор штату Кентуккі з 2003 по 2007 роки.

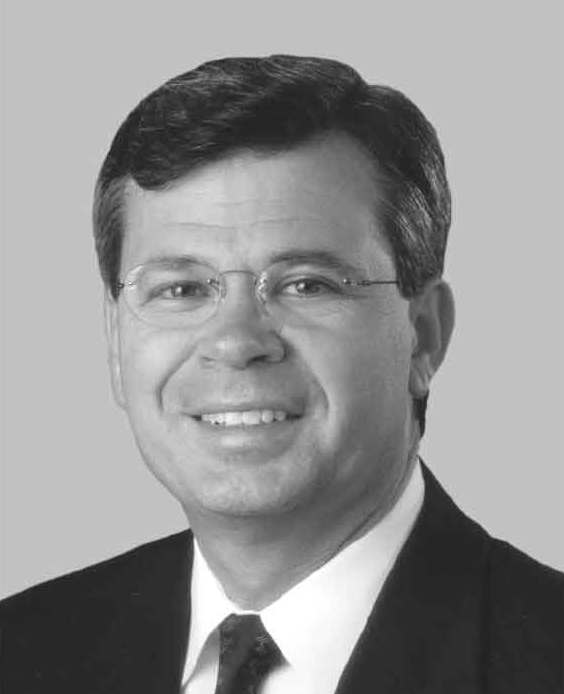
Ерні Флетчер

Флетчер отримав ступінь доктора медицини в Медичному коледжі Університеті Кентуккі. Він працював лікарем і проповідником. Він є баптистом. Був пілотом у ВПС США.
Він був членом Палати представників Конгресу США з 1999 по 2003 роки.